# Село

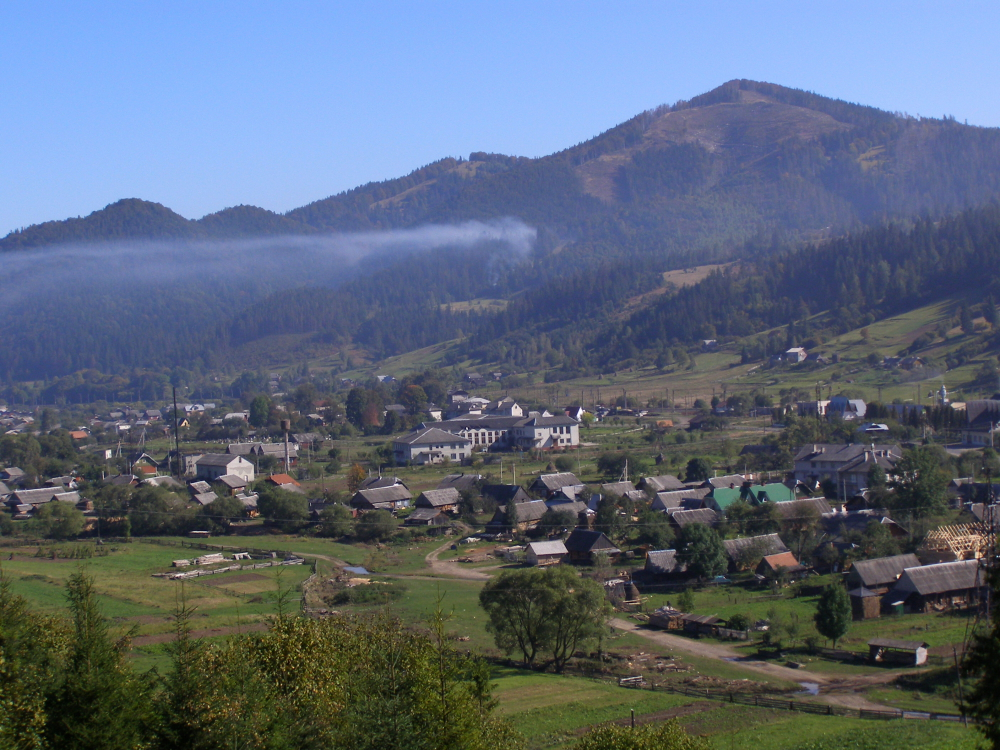
Село в Карпатах

Село́ — значний за територією і кількістю житлових будівель населений пункт неміського типу, більшість мешканців якого займаються сільським господарством. Також сумарне означення тієї частини населення, яке живе із сільського господарства. Один із видів населених пунктів в Україні та деяких інших країнах, найменша адміністративно-територіальна одиниця в Україні та Білорусі, одна з найдавніших назв поселень у слов'ян. У Київській Русі — княжий маєток.

## Термін і етимологія

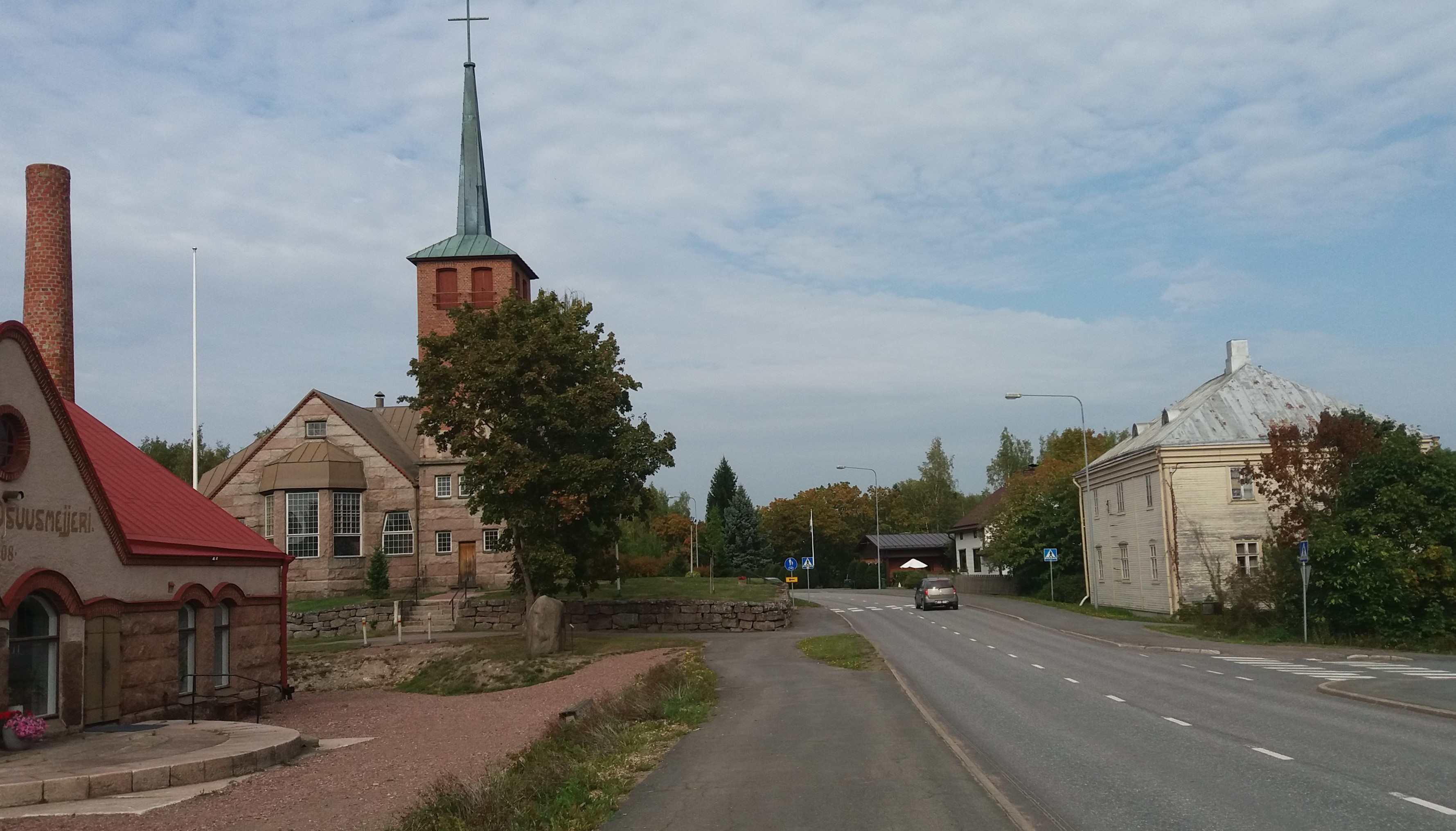
Село на Панелія (Еура, Фінляндія)

Етимологічно, українське слово село походить від прасл. *selo («населене місце, двори, будівлі», «поле, земля»), яке вважається спорідненим з лат. solum («ґрунт»).
«Село» є слов'янським словом і поширене в Боснії і Герцеговині, Болгарії, Хорватії, Македонії, Сербії та Україні. Наприклад, є численні села під назвою «Ново Село» в Болгарії, Хорватії, Чорногорії, Сербії та Македонії. У Словенії, слово «село» використовується для дуже маленьких поселень (менше тисячі чоловік) і в діалектах, натомість словенське слово vas використовується у всій Словенії.
Чеське selo «село; рілля», sídlo «місцеперебування», sedlák «заможний селянин»; у словацькій sedliak «заможний селянин»; у нижньолужицькій sedło «житло», в болгарській — село, в македонській — село, в сербохорватській — село, словенській — sêlo.
Поряд з праслов'янським *selo, у праслов'янській існувало також слово *vьsь (походить від пра-і.є. *u̯ik, *u̯eik, *u̯oiko; спор. з лат. vicus, гот. weihs, давн.в-нім. wich, санскр. विवेश, вівеса). Досі частина слов'янських мов використовує для позначення сільських населених пунктів похідні від *selo
(болг., мак., рос. і укр. село, біл. сяло, хорв. selo, серб. село/selo); частина — похідні від *vьsь (біл. вёска, пол. wieś, словен. vas, в.-луж. wjes, чеськ. vesnice, староцерк.-слов. вьсь, церк.-слов. весь). Слово село в старослов'янській мові означає «поле».
В Росії — використовується слово «дєрєвня» (рос. деревня), попри те, що в російській мові існує термін «сільське господарство» (рос. сельское хозяйство), а «селяни» — російською «крєстьянє». У Росії використовуються два основних терміни — село і деревня (від ранішого *дьрвьня /*дьрвьна, пов'язаного з деру в значенні «корчую», «звільняю землю під ріллю»). Перший вживається переважно щодо великих сіл, із церквою (у радянські часи там була розташована центральна садиба колгоспу, радгоспу); другий — щодо інших, менших сільських населених пунктів. Серед російських учених одні науковці схиляються до думки, що слово «деревня» пов'язане з дієсловом «дерти» і означало «місце, на якому був видертий, викорчуваний ліс», «розчищений під ріллю», а інші — що воно ближче до слова «дерево». В іншому випадку слово «деревня» виводять похідним від тієї ж основи, що й литовське drivà «рілля, нива» та латвійське druva, первісне значення яких «місце, очищене від лісу» (для землеробства), потім — «двір з ділянкою землі», «селище», а початковим є дієслово — «дерти».
В Царському Селі жили царі до кінця існування їх влади.
лат. rus — «село», «сільська місцевість», «провінція»; лат. rusticus (прикметник) — сільський, селянський, провінційний, грубий. (див.: рустикальний банк, рустикальна земля)
Англійською мовою «село» — village 1) село, селище; 2) амер. селище міського типу; містечко; 3) збірн. мешканці села; 4) колонія (тварин); амер. Village of Magnificent Distances  — Безкрайнє село (жартівлива назва м. Вашингтона).

### Село як поняття
- 1. Населений пункт, назва найменшої адміністративно-територіальної одиниці.
- 2. Тип поселення (зазвичай велике).
- 3. (збірн.) Жителі сільської місцевості.

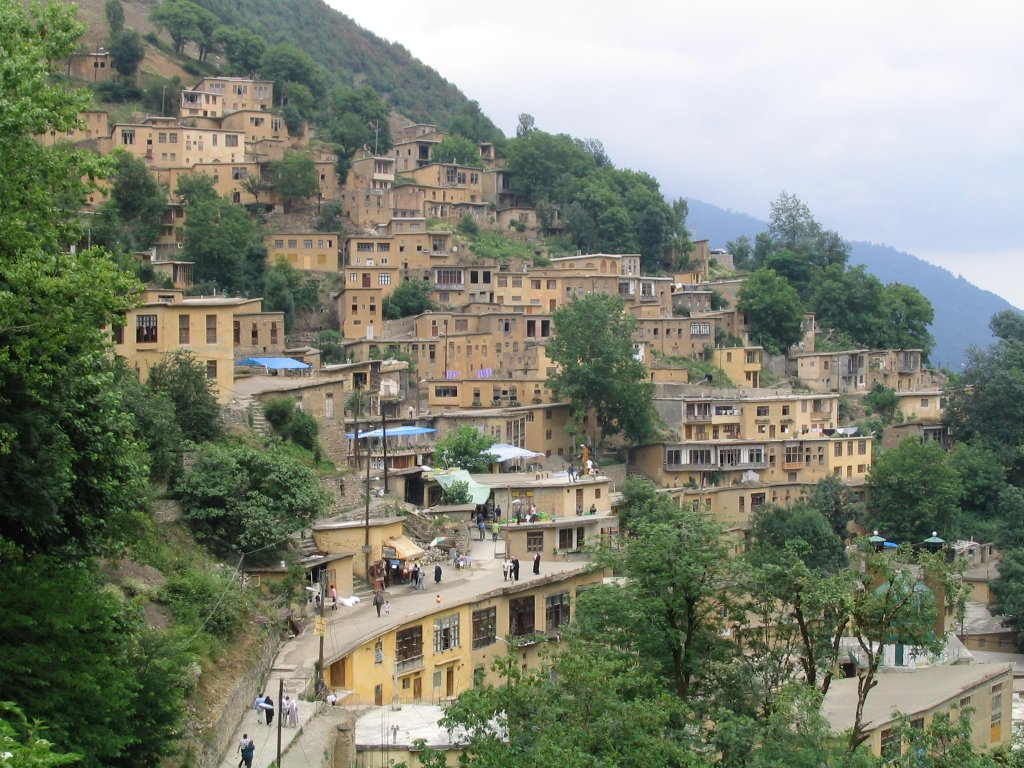
Село Масоулєх (Masouleh), провінції Гілян, Іран

В Ізраїлі термін «місто» не має юридичного значення. У Швеції юридичного поняття «місто» не існує також. У Данії й інших скандинавських країнах «містом» вважається союз одного або зазвичай більшої кількості сільських господарств з будинками, власні райони яких утворені як об'єднаний об'єкт або використовуються разом. Формально термін «місто» в Данії застосовують до території з кількістю жителів не менш 200, а відстань між сусідніми населеними пунктами до 200 метрів називається «зоною міста». Отож поняття «рибальське село» (рибальство є галуззю сільського господарства) зазвичай означає поселення, жителі яких займаються переважно риболовлею в населених пунктах чи на відкритому пляжі (на відміну від «рибальських міст», у яких є «порт»). Це пов'язано з іншою мовною картиною світу (а відтак і реальністю), а також із філософських міркувань.
В українській мові термін «село» походить від слова «селитися» (село, поселення), а «місто» — під впливом польського miasto, укр. місто означало первинно те саме що й «місце», а «місто» — від польського miasto «місце в поселенні». В польській miasto «місце в поселенні». «Місцями» називали «території в поселенні» навколо ринків, де оселялись ремісники (це було зручним для їхнього бізнесу). Від того у багатьох містах Західної України головна площа міста носить назву «Площа Ринок». Поняття «город/град/городище» — означало виключно «обгороджену територію» (з київ, або тину, або паль (палісад — посаджені палі)). Лише при появі Магдебурзького права на теренах України пов'язується інтродукція поняття «місто», оскільки зі створенням міської ради виник орган, що не мав аналога у селах. Після війта та лави міська рада стала третім за важливістю органом міського самоврядування. До того часу всі поселення (і село і «місто») становили окремий судовий округ, в обох діяли війт, солтис, лавники, ремісники, а володіння землею було пов'язане зі сплатою податків. Міську раду у Львові називали сенатом (лат. senatum, officium consulare). В древніх латинян всі поселення людей звались «поліс» (звідси, і «метрополіс, метрополія» — поселення(центр, край), який має колонії).
Життя кожної з територіальних спільнот історично здійснювалось у її свідомості в «моделі села». З приходом християнства і появою поняття «держава» (походить від слова «держати») усвідомлювана модель зазнала трансформації. Наступна трансформація була нав'язана радянським режимом з відповідною йому ідеологією.
Село в Україні є адміністративно-територіальною одиницею поряд з районом, містом, районом у місті, областю, селищем, автономною республікою. Термін «село» часто вживається в розмовній мові для позначення невеликих або середніх містечок з метою привернення уваги до їх малого розміру, відсутності інфраструктури тощо.
Див. також: Хутір, Станиця.

## Історія
Перші села, що належали власнику села, виникли в XII  — XIII століттях у зв'язку з закріпаченням сільської громади. У тогочасних літописах широко згадуються князівські, боярські, церковні села. Спочатку термін «село» мав значення княжої садиби, де будинки челяді розташовувалися поряд з господарським двором. Водночас, на відміну від подвір'я, воно виконувало функцію центру вотчинних маєтків на певній території.
Головною ознакою села є наявність великої садиби. В іншому садиба нагадувала комплекс церковного подвір'я-центру: подвір'я, шинок, громадська крамниця, кінці вулиць із селянськими дворами. У період існування феодально-кріпосницького ладу села зберігали значення територіально-власницьких центрів. З кінця 17 століття у зв'язку з розмежуванням адміністративних провінцій (воєводств, вождівств, держав) села набувають також значення місцевих адміністративно-територіальних центрів. Після приєднання земель Білорусі до Російської імперії села, як правило, ставали центрами волостей у складі повітів. Пізніше, в XIX столітті обов'язковими атрибутами села стали церква, або костел, школа, сільська управа. У ХХ столітті села стають центрами сільських рад, колгоспів і радгоспів.

Див. також: Домогосподар, Столипінські реформи

## Адміністративне регулювання
В Україні, країнах колишнього Радянського Союзу та в ряді інших країн зачислення якогось населеного пункту до розряду сіл чи міст відбувається з урахуванням частки людей, зайнятих у сільському господарстві. Однак у більшості країн враховують лише загальну кількість населення. Нормативи у різних країнах різні, однак існує тенденція, що в розвинутих і малонаселених країнах межа, яка відділяє села від міст — нижча, а в слабо розвинутих і густозаселених — вища. Наприклад, у Фінляндії будь-яке поселення, де живе понад 200 осіб — це місто, тоді як у деяких країнах Африки та Росії поселення з 20 чи навіть 65-тисячним населенням (наприклад Інгушетія, ст. Орджонікідзевська) вважають селами.
В Україні села можуть мати індивідуальні адміністрації — сільські ради або спільне управління — об'єднання двох або більше сіл. Села також можуть бути під юрисдикцією міської адміністрації — міської ради.

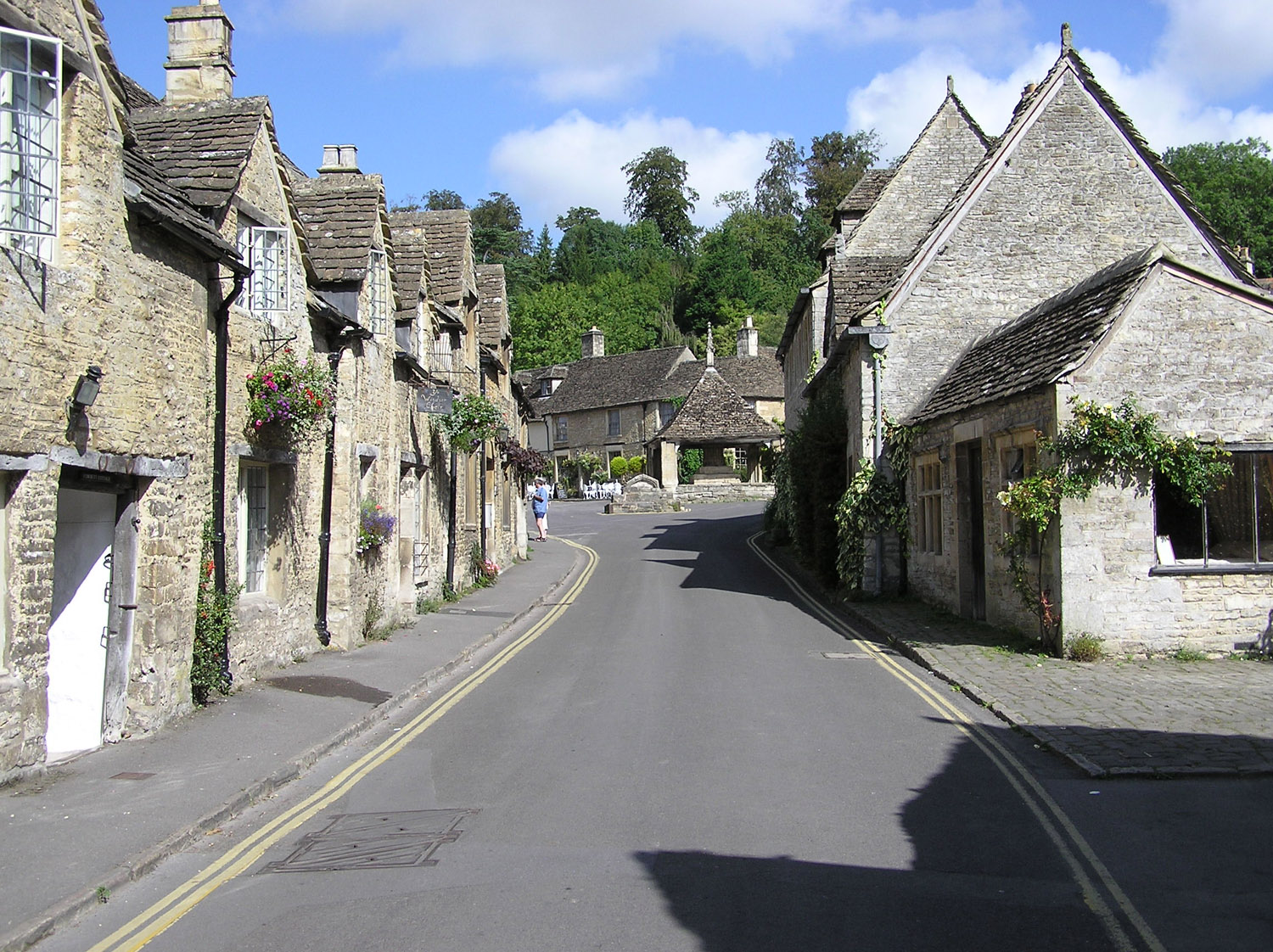
На головній вулиці села Castle Combe, Вілтшир, Англія.

Шляхом адміністративних вправ села з їх населенням стають і частинами міст: на території сучасного міста Москва розташовувалось понад 100 сіл (див.: Список населених пунктів, що існували на території Москви). Аналогічно відбувалось і з містом Київ і іншими містами.
Станом на 2012 рік в Україні існують міста без наявності функціонуючої промисловості. Тому поділ «селюк-міський» є умовним, і таким, що містить лише адміністративний характер, і ніколи не проводиться в іншому адміністративному розрізі: «селюк-обласний/районний і т. д.».

## Статистичні дані
На 1 січня 1991 в Україні було 28 844 сіл, на 5 грудня 2001 року — 28 619.
Згідно інформації, наявної на сайті Верховної Ради України, станом на 01.12.2019 в Україні налічується 27207 сіл.

Найбільше за площею село в Україні — Космач (Косівський район) — 84,309 км².
Найбільше село України за кількістю населення — Софіївська Борщагівка — понад 30000 осіб.

## Показові села в Україні
З 1965 р. в УРСР розгорнулося будівництво експериментально-показових сіл. У різних областях республіки створювалося 15 експериментальних сіл, на їхнє будівництво витрачено 55 млн крб. В 1969 р. Рада Міністрів УРСР прийняла постанову про комплексне проектування і будівництво в 1970—1975 рр. ще 28 експериментально-показових сіл.

## Негативне емоційне забарвлення терміна на пострадянських територіях

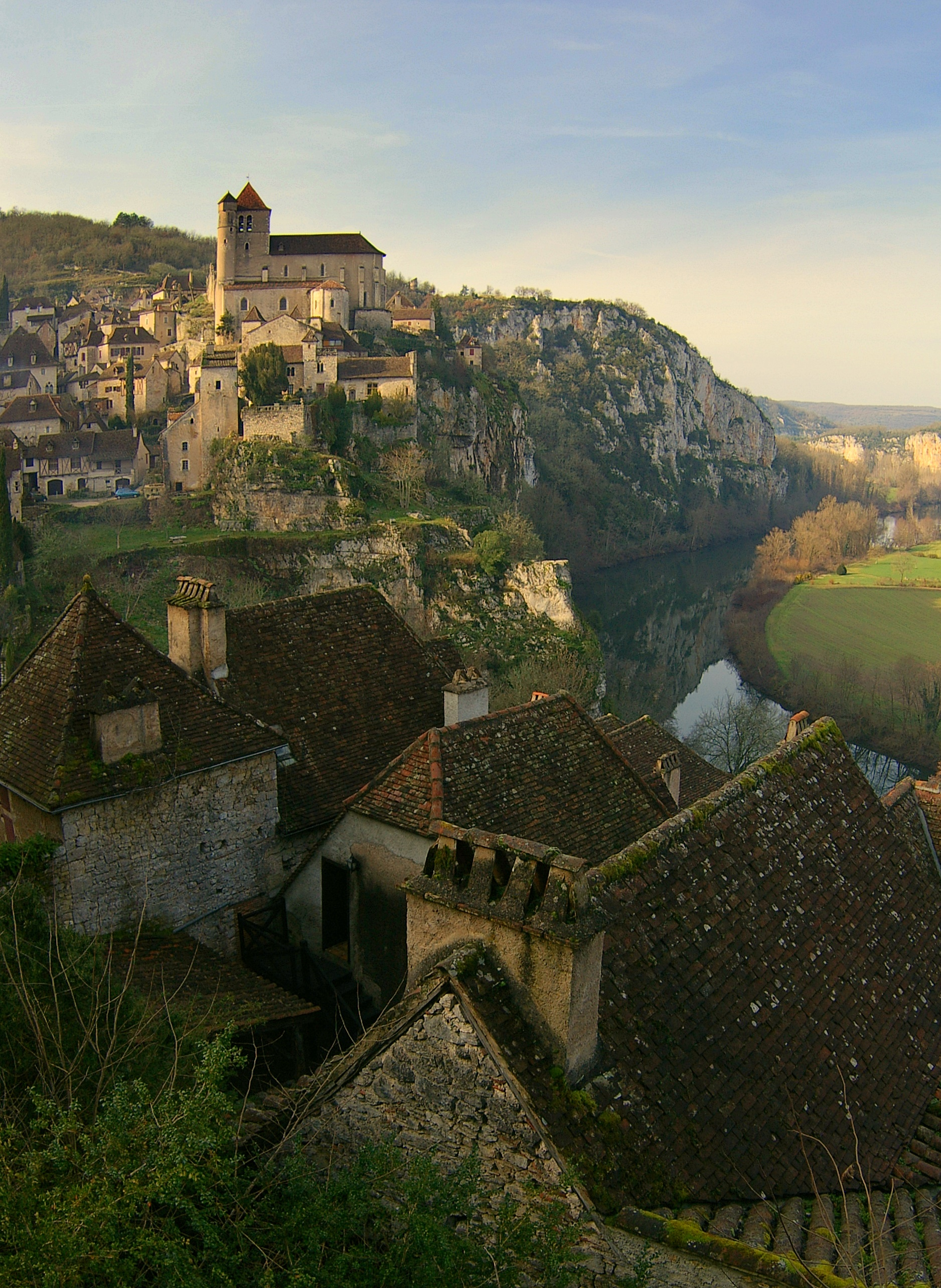
Сен-Сірк-Лапопі (департамент Лот) є одним з «найкрасивіших сіл Франції».

За феодального ладу існував становий поділ суспільства, а основою економіки було сільське господарство, використання землі. У цій системі структурування суспільства відбувалось навколо наявних відносин: земля в обмін на службу або роботу. Кожен соціальний прошарок володів певними соціальними та економічними привілеями та обов'язками. У такій системі багатства за рахунок сільського господарства, яка була організована не відповідно до ринкових сил, а на основі звичайних послуг праці, існували кріпаки й землевласницька знать. Таким чином, наприклад, у Галичині, коли та перебувала в складі Австро-Угорщини, усе землеволодіння провінції поділялось на дві категорії: 1) рустикальна (селянська; лат. rus — «село») земля та 2) домінії чи табулярна власність (землі духовних чи світських магнатів і шляхти). Таким чином те саме село в Галичині часто було поділене на «рустикальну частину» (селянську; тобто «село з селянською частиною») і «шляхетську частину» (шляхетська частина села). З цього вже є зрозумілим, що негативне забарвлення терміну «село» є помилковим. Негативного забарвлення поняттю надав більшовизм.
У XVIII ст. промислова революція спричинює розпад традиційних станових спільнот (станового поділу), а це, в свою чергу, спричинило зміну почуття тотожності й зумовлює об'єднання спільноти — зумовлює мислити її єдиним цілим, люди починають мислити себе частиною нації. Відбувається розпад феодальних імперій, скасовується кріпацтво, відбувається утворення парламентських республік з ринковою економікою, зароджуються підприємницькі господарства капіталістичного типу, відбувається різкий розвиток і нарощування промисловості. Є зрозумілим, що для розвитку економіки стає потрібним так званий «середній клас». На царських територіях (як і на радянських) зародження потужного середнього класу було неможливе, і як наслідок, — повна відсутність промисловості. Сформовані за царських часів «консервативні сили», їх небажання переходу до ринкової економіки, потреба в розвитку промисловості на цих територіях — зумовить творення більшовизму, через що й витвориться згодом нове поняття «буржуазія», ним же й нарікається такий рух «буржуазний націоналізм». Промисловість розвиватиметься в попередньому напрямку, що утворився ще в царські часи, і буде здобута виправничо-трудовими способами, п'ятирічками, позбавленням паспортів колгоспників (неологізм, створений відповідно до ідейних цілей радянського режиму) і забороною залишати земельні ділянки без дозволу влади, збільшенням прямих і непрямих податків, використанням трудового ентузіазму трудівників, примусовою працею політичних в'язнів, шляхом визиску людей, підвищенням продажу горілки (при Сталіні), колективізацією сільського господарства (як основного джерела фінансування індустріалізації), Торгзінами, продрозкладкою (після проголошення курсу на форсування індустріалізації (1929 р.)), захопленням територій з розвинутою або певною мірою розвинутою промисловістю і ін.). Селянство вважається шкідливим (на відміну від «робочого класу»), дрібний селянський власник — «головним ворогом соціалізму». В комуністичній радянській роботі важливе значення мало «Класове розшарування селянства» — процес розшарування суспільства, адже різні прошарки його враховуються в партійній комуністичній роботі (термін прошарку досить часто вживається в мові радянських діячів) — проводилася «ліквідація куркульства як класу на базі суцільної колективізації»(ця фраза, що стала штампом, вперше вжита в промові Сталіна на 1-ій Всесоюзній конференції аграрників-марксистів 27 грудня 1929 г.). Старе слово «кулак» дає нові похідні — «підкуркульників» — так з кінця 20-х років стали іменувати середняка або бідняка, який виступає на захист заможних селян, а також «розкуркулювати», «розкуркулення» (увійшли в широкий ужиток з другої половини 1929) — конфіскація майна заможних селян і засилання їх самих на далеку північ, чому деякі з них чинили збройний опір. Соціалізація сіл призводить до насильницького вербування в «колгоспи», вербування самостійних селян — «одноосібників» в «колгоспників» і «колгоспниць». У первісну пору колективізації поняття «індивідуальний селянин» (тобто, що не входить в колгосп) офіційно стало виражатися одним словом «індівідуальнік», а в просторіччі скоротилося в «індус» або «індик». З проведенням «колективізації» ще більше зросло розпалювання класового антагонізму в селі, в якому чималу роль зіграли надіслані з міста активісти — «парттисячнікі» і місцеві «сількори» — сільські кореспонденти, котрі часто займалися доносами під виглядом кореспондентської роботи.
З цих пір і бере свій початок негативне емоційне забарвлення термінів «село» й «селянство». У 1920-х роках селяни становили 81,5 % населення УРСР. За словами історика Ігора Гирича, Москва усвідомлювала, що українське селянство в 1917 році й у 1930-х роках було соціальною базою для створення української незалежної держави, і тільки зламавши та деморалізувавши його, можна було сподіватись на екстенсивний розвиток більшовицько-тоталітарної держави росіян, якій потрібні були безземельні, знеособлені, зденаціоналізовані раби-манкурти для «будівель комунізму».
Власне, перехід до колективізації с/г підштовхнула так звана криза хлібозаготівель 1927—28 років, оскільки за умов зростання ринкової ціни на хліб, селянство цілком резонно розуміючи ринок як купівлю-продаж за взаємною згодою, відмовлялось продавати його урядові за нижчими цінами. Через штучно встановлену різницю цін (ножиці цін) на товари промисловості і сільського господарства з метою викачувати гроші на розвиток індустрії, головним чином у Росії, українське селянство втрачало щорічно 300 мільйонів золотих довоєнних карбованців. Тобто, певний виріб до Першої світової війни український селянин міг придбати за 1 пуд збіжжя, то тепер мусів віддавати за це 4-5 пудів.

Історичне село Сіракава-го, Нагано, Японія

Генеральний секретар Центрального комітету (ЦК) Всесоюзної комуністичної партії (більшовиків) (ВКП(б)) Йосип Сталін у одній з своїх праць писав:
..селянство являє собою основну армію національного руху… Без селянства не може бути сильного національного руху. Це й є те, що мається на увазі, коли ми кажемо, що національне питання — це сутнісно селянське питання.
Власне, цей національний рух і звався «буржуазним націоналізмом». Тому партійні, радянські, посадові працівники сільського господарства стають першими літописцями історії села.
Головним чином, ціллю вибудовуваної вертикалі влади було розділення однакових за своєю суттю поселень на ранги (міста, селища, села і тд.), а також поділ на адміністративно-територіальні одиниці (політично-територіальний поділ), що підривало з середини «селянський (він же національний, він же буржуазний) рух».
Представники європейської аграрної історіографії вбачають головну причину призупинення селянських досліджень у Східній і Центральній Європі протягом 1920-х — 1930-х років у виникненні і швидкому розповсюдженні диктатур:
Нацизм і подібні йому явища громили академічні дослідження, в тому числі і досягнення селянських товариств. Сталінська колективізація і «чистки» занурили у велику мовчанку СРСР — і
марксистський, і немарксистський методи аналізу селянства виявились під забороною. Підготовка до світової війни й сама війна повсюдно відтягли на себе інтелектуальні й політичні сили… селянські дослідження повсюди припинилися на 30 років.
На відміну від розвинених країн світу, в СРСР індустріалізація здійснювалася не для задоволення споживчих потреб населення, а навпаки, споживання промислової продукції населенням обмежувалося. Сама держава ставала не тільки власником створюваних промислових об'єктів, а й споживачем їхньої продукції: в основному зброї та засобів виробництва.

## Сучасне українське село
Тепер в Україні відбувається тривожне явище руїни, процес, що поглиблюється: надзвичайно понівечене національне буття, деформована національна свідомість значної частини українців, згубна з усіх боків політика щодо села.
Українське село — це сформована тисячоліттями ефективна й унікальна система всебічного матеріального й духовного життєзабезпечення, національного людинотворення й націєзбереження.
…
Цей людиноутворюючий і націєзберігаючий потенціал українського села як системи переконливо розкривається на прикладі української діаспори. Масово емігрувавши, наприклад, до Канади і США понад сто років тому, українці, на здивування американських етнологів, не розчинилися в чужомовному довкіллі, а збереглися там і досі як найбільш чисельна й стійка, високодуховна й патріотична національна меншина. Організація життя української спільноти в місцях розселення здійснювалась за закодованою в її свідомості моделі українського села.
Життєоснови суспільства залежать визначальною мірою саме від села, воно за даними офіційної статистики забезпечує населення основами основ життєдіяльності — продуктами харчування, сировиною для тканин для пошиття одежі, шкірсировини для взуття, є продуцентом товарного хліба тощо. В Україні на продукти харчування витрачається майже 80 % сукупного доходу сім'ї, в той час як в країнах Європи — 15 %, Польщі — 30 %, а в США — 10 %.

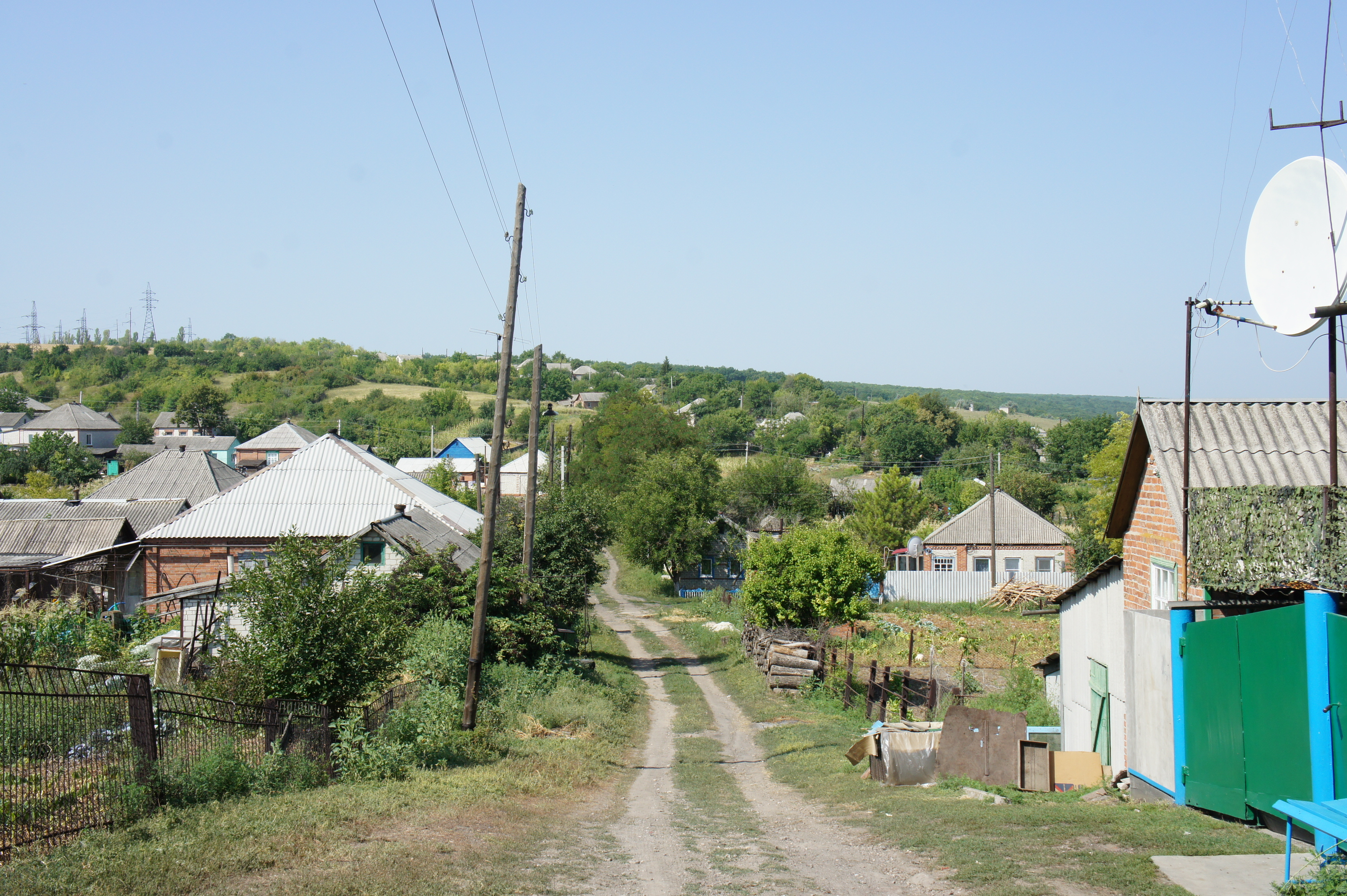

Відповідно до існуючих міжнародних норм, країни, де більше половини доходу витрачається на продукти харчування, віднесені до числа «бідних».
У теперішній час[коли?] у розвинених країнах не мала частина населення сільської місцевості працює в третинному й вторинному секторах економіки.
В Україні плоди індустріалізації в села так і не прийшли: в обробітку землі широко практикується важка ручна праця, використання тяглових тварин, урожайність харчових культур значно нижча за урожайність в технологічно розвинених країнах (наприклад, урожайність картоплі, зернових), технології й інновації в сільське домашнє господарство так і не прийшли, на відміну від Данії, національна економіка якої значною мірою опирається на високотехнологічне сільське господарство й сімейну ферму.
В Україні відбувається обезлюднення сільської місцевості, зняття з обліку незаселених поселень і, як наслідок, деградація сільської поселенської мережі. Станом на 2008 рік майже зникла десята частина сільських поселень в Україні. Темпи природного скорочення населення на селі значно вищі, ніж у середньому по Україні та міського населення.

Трохи більше як половина (50,3 %) селян мешкає у великих селах із населенням від 1 тис. осіб,
26,3 % — у селах із 500—999 мешканців,
17 % — із 200—499 мешканців, та
6,4 % — у ще малолюдніших населених пунктах (Інститут демографії та соціальних досліджень НАНУ). Саме через дрібні села їхня загальна кількість зменшується. Офіційна статистика відображає цей процес не в повному масштабі: за даними Держстату із 1990 по 2018 роки зникли з мапи лише 426 сільських населених пунктів. Однак справжня кількість «вимерлих» сіл набагато більша: 2014-го р. 369 безлюдних сіл просто не були зняті з державного (адм.-тер.) обліку (Інститут демографії та соціальних досліджень НАНУ, 2017). На межі зникнення перебуває ще 4684 села, де станом на 2015 рік мешкало до 50 осіб у кожному. Тобто вже в перспективі кількох десятиліть сільська поселенська структура України зменшиться приблизно на 17 %.
У середньому на три села припадає одна сільська рада.
Причинами зниження життєвого рівня сільського населення, насамперед, є зниження реальних доходів, які не забезпечують відтворення робочої сили, незадовільне забезпечення соціальними послугами, особливо низький рівень надання медичних послуг. Система адміністративно-територіального устрою, яка дісталася Україні в спадок від колишнього СРСР, характеризується високим ступенем централізації влади по вертикалі, що обумовлює низьку ефективність діяльності органів місцевого самоврядування, яка, значною мірою, обумовлена недостатнім рівнем бюджетного фінансування та відсутністю механізму трансферу фінансових ресурсів на рівень територіальних громад.
Станом на 2008 рік в промислових регіонах (Запорізька, Донецька, Дніпропетровська, Луганська області), попри складний екологічний стан, де рівень заробітної плати в сільському господарстві значно вищий від західних та північних областей України, розрив між народжуваністю й смертністю нижчий.